# Seukee (Pidie)
Seukee is een bestuurslaag in het regentschap Pidie van de provincie Atjeh, Indonesië. Seukee telt 278 inwoners (volkstelling 2010).